# Молчанов, Григорий Дмитриевич
Григорий Дмитриевич Молчанов (1729—1786) — русский художник. 

## Биография
Известен тем, что в середине XVIII столетия расписывал потолочные плафоны и создавал настенные росписи в некоторых парадных помещениях ряда императорских резиденций (Зимний дворец, Мраморный дворец (Китайская комната), Большой Царскосельский дворец, Ораниенбаумский дворец).
Помимо этого был известен, как автор декораций к спектаклям, ставившимся в «оперном доме» при Зимнем дворце; для итальянской оперы и для московского театра.
Кроме того, Молчанов был известен, как копиист. Им были копированы, в частности, портреты цесаревича Алексея Петровича, его супруги Шарлотты-Кристины Брауншвейгской и два портрета их сына, императора Петра II: в младенчестве в образе купидона (два последних подписаны и датированы 1772 годом) и в подростковом возрасте.
Все четыре портрета являются копиями с более ранних работ других авторов (в частности, Луи Каравака и Иоганна Таннауэра), но, созданные в екатерининское время, сегодня обладают и самостоятельной историко-художественной ценностью.

## Галерея

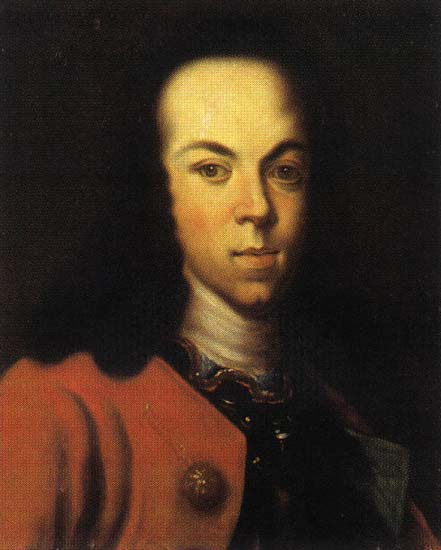
Цесаревич Алексей Петрович. Копия Г.Д. Молчанова с оригинала И. Г.  Таннауэра. Государственный Русский музей.
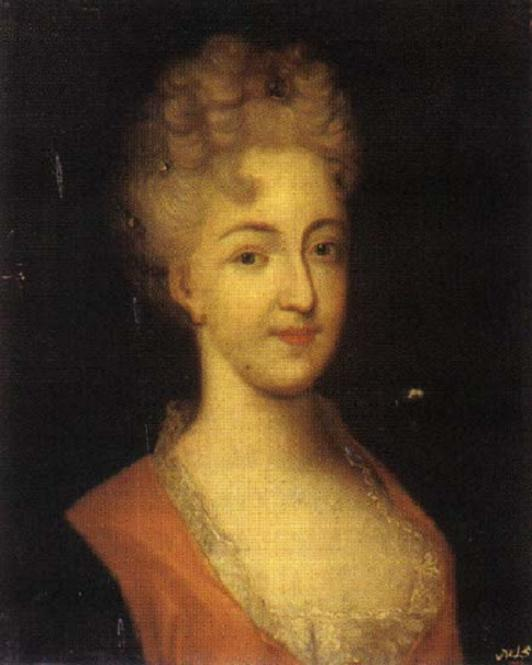
Портрет Шарлотты-Кристины Брауншвейгской, супруги цесаревича Алексея.
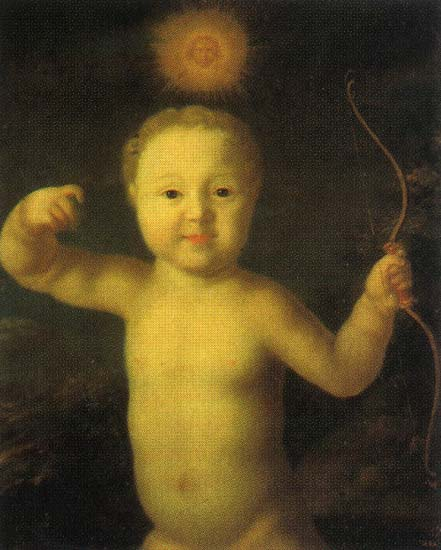
Портрет будущего императора Петра II в младенчестве в образе купидона. Копия с оригинала Луи Каравака, созданная для украшения интерьеров Мраморного дворца. Государственный Русский музей.
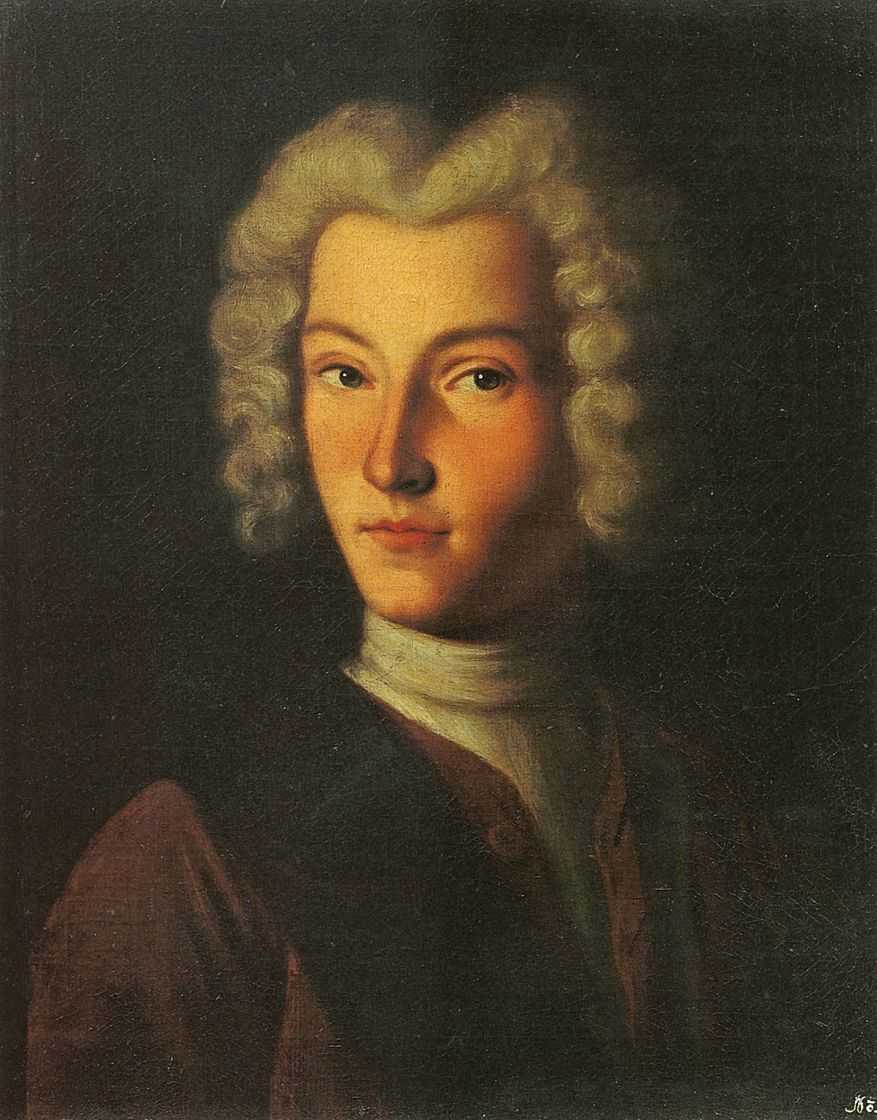
Портрет императора Петра II, Государственная Третьяковская галерея.